# 2026-os IIHF divízió II-es jégkorong-világbajnokság
A 2026-os IIHF divízió II-es jégkorong-világbajnokság mérkőzéseit két csoportban fogják megrendezni.

## A csoport

### Résztvevők
| Csapat                  | Kvalifikáció                                      |
| ----------------------- | ------------------------------------------------- |
| Horvátország            | A 2025-ös divízió I/B 6. helyezettje, kiesett.    |
| Szerbia                 | A 2025-ös divízió II/A 2. helyezettje.            |
| Egyesült Arab Emírségek | A 2025-ös divízió II/A 3. helyezettje.            |
| Belgium                 | A 2025-ös divízió II/A 4. helyezettje.            |
| Ausztrália              | A 2025-ös divízió II/A 5. helyezettje.            |
| Grúzia                  | A 2025-ös divízió II/B 1. helyezettje, feljutott. |

### Tabella
| Hely. | Csapat                  | M | Gy | HGy | HV | V | G+ | G– | Gk | P | Feljutás vagy kiesés       |
| ----- | ----------------------- | - | -- | --- | -- | - | -- | -- | -- | - | -------------------------- |
| 1.    | Horvátország            | 0 | 0  | 0   | 0  | 0 | 0  | 0  | 0  | 0 | Feljutott a divízió I/B-be |
| 2.    | Szerbia                 | 0 | 0  | 0   | 0  | 0 | 0  | 0  | 0  | 0 |                            |
| 3.    | Egyesült Arab Emírségek | 0 | 0  | 0   | 0  | 0 | 0  | 0  | 0  | 0 |                            |
| 4.    | Belgium                 | 0 | 0  | 0   | 0  | 0 | 0  | 0  | 0  | 0 |                            |
| 5.    | Ausztrália              | 0 | 0  | 0   | 0  | 0 | 0  | 0  | 0  | 0 |                            |
| 6.    | Grúzia                  | 0 | 0  | 0   | 0  | 0 | 0  | 0  | 0  | 0 | Kiesett a divízió II/B-be  |

## B csoport

### Résztvevők
| Csapat       | Kvalifikáció                                       |
| ------------ | -------------------------------------------------- |
| Izrael       | A 2025-ös divízió II/A 6. helyezettje, kiesett.    |
| Izland       | A 2025-ös divízió II/B 2. helyezettje.             |
| Új-Zéland    | A 2025-ös divízió II/B 3. helyezettje.             |
| Bulgária     | A 2025-ös divízió II/B 4. helyezettje.             |
| Tajvan       | A 2025-ös divízió II/B 5. helyezettje.             |
| Kirgizisztán | A 2025-ös divízió III/A 1. helyezettje, feljutott. |

### Tabella
| Hely. | Csapat       | M | Gy | HGy | HV | V | G+ | G– | Gk | P | Feljutás vagy kiesés        |
| ----- | ------------ | - | -- | --- | -- | - | -- | -- | -- | - | --------------------------- |
| 1.    | Izrael       | 0 | 0  | 0   | 0  | 0 | 0  | 0  | 0  | 0 | Feljutott a divízió II/A-ba |
| 2.    | Izland       | 0 | 0  | 0   | 0  | 0 | 0  | 0  | 0  | 0 |                             |
| 3.    | Új-Zéland    | 0 | 0  | 0   | 0  | 0 | 0  | 0  | 0  | 0 |                             |
| 4.    | Bulgária     | 0 | 0  | 0   | 0  | 0 | 0  | 0  | 0  | 0 |                             |
| 5.    | Tajvan       | 0 | 0  | 0   | 0  | 0 | 0  | 0  | 0  | 0 |                             |
| 6.    | Kirgizisztán | 0 | 0  | 0   | 0  | 0 | 0  | 0  | 0  | 0 | Kiesett a divízió III/A-ba  |